# Río Huancané
El río Huancané es un río afluente del lago Titicaca que recorre por territorio peruano. Cuenta con una cuenca hidrográfica que abarca los 3545 km2. Tiene una longitud de 125 km. La altura máxima alcanza los 5162 m s. n. m. en el cerro Surupana, mientras que la altura mínima es de 3820 m s. n. m. en el punto donde el río desemboca en el lago Titicaca.

## Afluentes principales
Sus afluentes principales son:
- Río Lirima
- Río Pongoni - Inchupalla.

## Poblados que recorre
Recorre las principales ciudades de Rosaspata, Inchupalla, Muñani y Huatasani, así como las capitales provinciales de Putina y Huancané.